# Сант-Андреа-а-Понте-Мильвио
Сант-Андреа-а-Понте-Мильвио, или Сант-Андреа-а-Понте-Молле (итал. Sant'Andrea a Ponte Milvio, o anche Sant'Andrea a Ponte Molle) — ораторий (молельня), посвящённый святому апостолу Андрею в Риме, Италия. Расположен в северной части города на Виа Фламиниа у моста Мильвио через Тибр.

## История
Маленькое здание оратория построено в 1460-х годах рядом с эдикулой со статуей святого Андрея, воздвигнутой папой Пием II в память о церемонии, проведённой на этом месте 11 апреля 1462 года, когда папа отправился на встречу с кардиналом Виссарионом, несущим в Рим святую реликвию: голову апостола Андрея. Реликвию спас Фома Палеолог, византийский деспот Мореи, бежавший от нашествия турок-османов в 1453 году. Затем реликвия морем достигла Анконы, откуда по суше была доставлена в Нарни, а там по Тибру достигла Мильвийского моста. Близлежащая церковь Сант-Андреа-ин-виа-Фламиниа также была построена в память об этих событиях. Затем процессия отправилась от моста Мильвио к базилике Святого Петра в Ватикане. Небольшая прямоугольная молельня также относится к XV веку и была построена сразу после эдикулы. Над входом в ораторий (капеллу) находится герб кардинала Пикколомини, племянника Пия II. В 1566 году Пий V предоставил ораторий архибратству Тринита дей Пеллегрини.
Здание окружено небольшим кладбищем, предназначенным для иностранцев, умерших в Риме во время паломничества в Святой город, и которое также восходит к периоду сразу после строительства эдикулы. От кладбища сохранились настенные плиты и склеп, доступ к которому находится прямо в центре небольшого сада. Ныне ораторий является дочерним местом отправления культа прихода Санта-Кроче-ин-Виа Фламиниа.
Эдикула с основанием из травертина и четырьмя алебастровыми колоннами с ионическими капителями приписывается архитектору Франческо дель Борго. Под небольшим куполом находится статуя апостола Андрея, созданная Паоло Такконе в 1463 году. Согласно Армеллини, авторами статуи являются Варроне и Никколо, оба из Флоренции, ученики Филарета. Эдикула была разрушена молнией в 1866 году и через несколько лет восстановлена с небольшими изменениями.